# Phim cổ trang

Bấm máy ghi hình một bộ phim cổ trang có cảnh quay tại phim trường Hoành Điếm, Trung Quốc

Phim cổ trang (giản thể: 古装剧 / 古装片; phồn thể: 古裝劇 / 古裝片; Hán-Việt: cổ trang kịch / cổ trang phiến; tiếng Anh: costume drama, period drama, hoặc period piece) là một thể loại phim chi tiết hóa các phục trang, bối cảnh và đạo cụ sao cho đặc trưng nhất để hợp với bầu không khí của giai đoạn trước khi chế độ phong kiến sụp đổ. Những bộ phim mô tả cuộc sống con người hậu phong kiến hoặc những mâu thuẫn mang yếu tố liên kết với lịch sử cũng thuộc thể loại phim lịch sử nhưng tuyệt nhiên không phải phim cổ trang. Thể loại này còn được gọi là phim thời xưa đối với những bộ phim lấy bối cảnh trong phạm vi là thế kỷ 20, bao gồm cả các bộ phim Dân quốc của khối Hoa ngữ.

## Theo quốc gia

### Trung Quốc
Có nhiều dòng phim cổ trang tại Trung Quốc, gồm có: phim lịch sử (hoặc dã sử), phim võ hiệp (hay kiếm hiệp), phim thần thoại, phim Dân quốc, phim xuyên không, phim cung đấu và các bộ phim chuyển thể từ các tác phẩm văn học. Ngoài ra còn có những bộ phim giả tưởng lấy đề tài về các nhân vật và sự kiện lịch sử.
- Phim lịch sử (tiếng Trung: 历史剧; Hán-Việt: lịch sử kịch) tập trung vào các nhân vật và sự kiện lịch sử có thật. Biên kịch theo sát dòng chảy các sự kiện lịch sử làm bố cục cho sự tiến triển của toàn bộ câu chuyện. Các bộ phim chính kịch như Khang Hy Đại Đế và Hán Vũ Đại Đế là những ví dụ tiêu biểu cho dòng phim này.
- Phim lịch sử cổ trang (tiếng Trung: 古装故事剧; Hán-Việt: cổ trang cố sự kịch) chỉ đến dòng phim giả tưởng lấy chủ đề về các nhân vật và sự kiện lịch sử. Cốt truyện và các nhân vật trong phim có thể không bám sát sự thật lịch sử. Những bộ phim như Bản lĩnh Kỷ Hiểu Lam, Tể tướng Lưu Gù và The Prime Minister được xếp vào thể loại này.
- Phim kiếm hiệp hay võ hiệp (tiếng Trung: 武侠片; Hán-Việt: võ hiệp phiến), nổi bật với các bộ phim do Trương Kỷ Trung sản xuất là Anh hùng xạ điêu, Thần điêu đại hiệp, Lộc Đỉnh ký và Ỷ Thiên Đồ Long Ký...
- Phim cung đấu (tiếng Trung: 宫廷古装剧; Hán-Việt: cung đình cổ trang kịch hoặc tiếng Trung: 宮鬥劇／宫斗剧; Hán-Việt: cung đấu kịch) quay lại cuộc sống tao nhã của các thành viên hoàng tộc thời kỳ phong kiến ở Trung Quốc. Dòng phim này kể về sự tranh đoạt quyền lực và các tình tiết lãng mạn trong hậu cung, với các ví dụ nổi bật là Cung toả tâm ngọc, Mỹ nhân tâm kế, Hậu cung Chân Hoàn truyện, Võ Mỵ Nương truyền kỳ và Như Ý truyện.
- Phim gia đấu (tiếng Trung: 家斗剧; Hán-Việt: gia đấu kịch) hay phim trạch đấu (tiếng Trung: 宅斗剧; Hán-Việt: trạch đấu kịch) là thể loại phim xoay quanh các mối quan hệ, mâu thuẫn trong một gia đình, dòng họ.

### Hồng Kông
Chủ đề trong phim cổ trang Hồng Kông bao trùm từ phim võ hiệp (hay kiếm hiệp), phim hài, phim lịch sử (hoặc dã sử), phim Dân quốc, phim cung đấu và đôi khi là phim chuyển thể từ văn học. Bối cảnh trong các bộ phim này trải dài từ nhà Thương tới nhà Thanh cho đến thời điểm nhà nước Trung Hoa Dân Quốc được thành lập.
Hầu hết các bộ phim cổ trang Hồng Kông đều bị giới phê bình nghệ thuật chỉ trích vì không dựa trên sự thật lịch sử, không sát sử cả về phục trang và bối cảnh. Ngoài ra, cốt truyện của các bộ phim chuyển thể từ văn học còn có thể bị sai lệch nghiêm trọng so với nguyên tác. Một vài bộ phim vô cùng thành công trong những năm gần đây tất cả đều do hãng TVB sản xuất. Những ví dụ tiêu biểu có thể kể đến: Thâm cung nội chiến, Cung Tâm Kế và Vạn Phụng Chi Vương.

### Đài Loan
Nhiều bộ phim cổ trang Đài Loan thuộc hàng kinh điển, tuy ra đời cách đây hàng chục năm nhưng vẫn thu hút người xem mỗi lần được phát lại. Các ví dụ tiêu biểu có thể kể đến như: Nhất đại nữ hoàng Võ Tắc Thiên (1985), Tuyết Sơn Phi Hồ (1991), Tân Bạch nương tử truyền kỳ (1992), Bao Thanh Thiên (1993-1994), Người tình của Tần Thủy Hoàng (1995), Ỷ Thiên Đồ Long ký (1994), Tiểu Lý Phi Đao (多情剑客无情剑, 1999), Tân Lương Sơn Bá – Chúc Anh Đài (2000), Ô Long Thiên tử (2001), Thời niên thiếu của Trương Tam Phong (2001), Phong Vân (2002), Thần Cơ Diệu Toán Lưu Bá Ôn (2006-2008)...